# Jan Gossaert
Jan Gossaert o Jennyn van Hennegouwe (Wijk bij Duurstede, Utrecht, 1472 - Middelburg, 1533) fou un pintor flamenc del Renaixement considerat un dels precursors de la pintura barroca. També conegut com a Jan Mabuse perquè la seva família provenia de Maubeuge.
Va pintar per a diverses corts a diverses ciutats dels Països Baixos i Itàlia, i d'aquesta forma va conèixer de primera mà els estudis que sobre anatomia, perspectiva i motius clàssics es feien en aquella època. Va combinar elements, propis del renaixement italià (clarobscur, perspectiva, motius clàssics del paganisme grecoromà), amb la vivacitat i precisió tècnica de la pintura flamenca, fent així una particular síntesi amb el Renaixement nòrdic en obres com San Lucas pintant a la Verge (c. 1515, Galeria Nacional de Praga), Neptú i Anfitrite (1516, Staatliche Museum, Berlín) i La Verge amb el Nen (c. 1527, Museu del Prado, Madrid), o Dànae. Va pintar també nombroses versions d'Adam i Eva i molts retrats de personalitats de l'època.